# 南市河 (南浔)
南市河是湖州市南浔区南浔古镇中心的一条河道，南北走向，与东西市河（頔塘）相交形成十字港。
南市河上有众多桥梁沟通东西两岸，包括广惠桥、兴福桥、通利桥等。
南市河两岸保留了典型的传统江南水乡风貌。建筑大多临水而建，巷弄肌理保存完好，包括东西两岸的南西街、南东街等20余条巷弄，保留了大量古建筑和近代建筑，已公布为南市河历史文化街区。